# Paralelo 1 norte

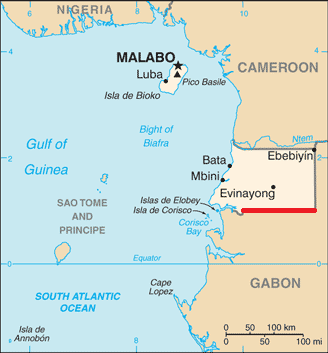
Mapa de Guinea Ecuatorial mostrando el paralelo 1 norte como parte de la frontera con Gabón.

El paralelo 1 Norte es un paralelo que está 1 grado norte del plano ecuatorial de la Tierra.
Comenzando en el meridiano de Greenwich en la dirección este, el paralelo 1 Norte pasa sucesivamente por:
| País, territorio o mar          | Notas |
| ------------------------------- | --- |
| Océano Atlántico                | Golfo de Guinea |
| Gabón                           | Frontera entre Gabón y Guinea Ecuatorial. |
| Guinea Ecuatorial               | Frontera entre Gabón y Guinea Ecuatorial. |
| República del Congo             | |
| República Democrática del Congo | |
| Uganda                          | |
| Kenia                           | |
| Somalia                         | |
| Océano Índico                   | Pasa al norte del Atolón Huvadhu, Maldivas |
| Indonesia                       | Pasa por muchas islas, incluyendo Nias, Sumatra, Padang, Rantau, Rangsang, Karimun, Bulan, Batam y Bintan                                                 |
| Estrecho de Karimata            | Pasa en la isla Tembelan Besar, Indonesia |
| Indonesia                       | |
| Malasia                         | |
| Indonesia                       | |
| Malasia                         | |
| Indonesia                       | |
| Estrecho de Makassar            | |
| Indonesia                       | Celebes |
| Mar de Celebes                  | |
| Indonesia                       | Celebes |
| Mar de las Molucas              | |
| Indonesia                       | Halmahera |
| Océano Pacífico                 | |
| Kiribati                        | Atolón de Maiana |
| Océano Pacífico                 | Pasa al norte de la Isla Howland, Islas Ultramarinas Menores de los Estados Unidos · Pasa entre la Isla Wolf y Isla Pinta en las Islas Galápagos, Ecuador |
| Ecuador                         | |
| Colombia                        | Límite entre los departamentos de Cauca y Putumayo por el río Caquetá entre los ríos Mocoa y Fragua Casco urbano de Villagarzón (Putumayo)                |
| Brasil                          | |
| Venezuela                       | |
| Brasil                          | |
| Océano Atlántico                | |